# Luigi Taveri
Luigi Taveri (Horgen, 19 september 1929 – 1 maart 2018) was een Zwitsers motorcoureur en drievoudig wereldkampioen in de wegrace. Hij was de enige coureur die punten wist te scoren in alle bestaande klassen: 50 cc met Honda en Kreidler, 125 cc met MV Agusta, Ducati, MZ en Honda, 250 cc met Moto Guzzi, MV Agusta, MZ en Honda, 350 cc met Norton en Honda, 500 cc met Norton en in de zijspanklasse als bakkenist van Hans Haldemann met een Norton. 

Luigi Taveri was een Duitstalige Zwitser, wiens Italiaanse vader naar Zwitserland was verhuisd. Luigi Taveri volgde een opleiding als metselaar, die hij afbrak om als monteur in de motorzaak van zijn broer in Horgen te gaan werken. In juni 1955 trouwde hij met de dochter van een van zijn klanten, Mathilde of kortweg "Tilde". Zij werd de eerste vrouwelijke coureursmanager in het Continental Circus.
| AJS Boy Racer |
| Norton 30M Manx |
| Ducati 125 Trialbero |
| 125cc-tweecilinder Honda 2RC 143 uit 1961                                                                                            |
| 250cc-viercilinder Honda RC 162 uit 1961                                                                                             |
| 125cc-tweecilinder Honda RC 145 uit 1962                                                                                             |
| Kreidler RS |
| 250cc-viercilinder Honda RC 163 uit 1963                                                                                             |
| Een deel van het Honda-team in 1963: Jim Redman, Luigi Taveri en Kunimitsu Takahashi                                                 |
| 125cc-viercilinder Honda 2RC 146 uit 1965                                                                                            |
| 50cc-tweecilinder Honda RC 115 uit 1965. Het bijzondere aanzicht van het voorwiel wordt veroorzaakt door het gebruik van velgremmen. |
| 50cc-tweecilinder Honda RC 116 uit 1966                                                                                              |
| 125cc-vijfcilinder Honda RC 149 uit 1966                                                                                             |

## Carrière
In 1947 debuteerde Taveri als bakkenist van broer Hans tijdens de Grote Prijs van Europa op het Stratencircuit Bremgarten in Bern. In 1948 begon hij te racen met een Husqvarna uit de voorraad van zijn broer. In 1949 reed hij enkele wegraces, maar toen successen uitbleven stapte hij over naar de baansport. Begin jaren vijftig trad hij weer op als bakkenist van Hans, maar in 1953 kocht hij een 350cc-Velocette KTT Mk VIII waarmee hij kampioen van Zwitserland werd. 

### Privérijder

#### 1953
Taveri debuteerde als solorijder in het seizoen 1953 tijdens de Grand Prix van Zwitserland. Hij werd met zijn AJS Boy Racer negende in de 350cc-race. 

#### 1954
In het seizoen 1954 scoorde hij zijn eerste WK-punten in de 500cc-race van de Grand Prix van Frankrijk, waar hij met een Norton Manx vierde werd. Tijdens de Grand Prix van Zwitserland scoorde hij een punt in de zijspanrace als bakkenist van zijn landgenoot Hans Haldemann, maar hij werd met een Moto Guzzi 250 Bialbero ook vierde in de 250cc-race. Tijdens de GP des Nations kreeg hij de beschikking over een fabrieksracer, een MV Agusta 500 4C, maar hij werd er slechts tiende mee. In de Spaanse Grand Prix viel hij met de MV Agusta uit.

### MV Agusta

#### 1955
In het seizoen 1955 kwam hij als fabrieksrijder in dienst van MV Agusta, dat een groot team samenstelde met naast Luigi Taveri ook Ray Amm, Carlo Bandirola, Dickie Dale, Bill Lomas, Umberto Masetti, Carlo Ubbiali en Remo Venturi. Taveri werd ingezet in de lichtste klassen, 125 cc- en 250 cc. Hij won de eerste 125cc-Grand Prix, de Grand Prix van Spanje, waarin hij de snelste ronde reed en ruim een halve minuut sneller was dan tweede man Romolo Ferri (Mondial 125 Bialbero) en teamgenoot Carlo Ubbiali. In de 125cc-GP van Frankrijk werd hij achter Ubbiali tweede en hetzelfde gebeurde in de Lightweight 125 TT en de GP van Duitsland. In de TT van Assen reed hij aan de leiding toen hij viel, waarbij hij zijn stroomlijnkuip beschadigde en moest opgeven. Carlo Ubbiali was daardoor zeker van de wereldtitel. In de 250cc-klasse won Luigi Taveri de 250cc-race, nadat de aanvankelijke winnaar, teamgenoot Bill Lomas, was gediskwalificeerd. Taveri sloot het seizoen af als tweede in de 125cc-klasse en als vierde in de 250cc-klasse. 

#### 1956
Tijdens de eerste race van het seizoen 1956, de Lightweight 250 TT op het eiland Man, leverde hij een stevig gevecht met teamgenoot Carlo Ubbiali en NSU-rijder Sammy Miller, dat Ubbiali won nadat Miller was uitgevallen en Taveri was gevallen. Tijdens de TT van Assen werd hij in de 125- en de 250cc-klasse tweede achter Ubbiali. In de 250cc-GP van België werd hij tweede achter Ubbiali, in de 125cc-race slechts zesde. Nadat Taveri in de 250cc-GP van Duitsland opnieuw tweede werd was Ubbiali zeker van de wereldtitel. Taveri won de 250cc-Ulster Grand Prix en werd in de GP des Nations in beide klassen vierde. Hij sloot het seizoen af als tweede in de 250cc-klasse en als derde in de 125cc-klasse. 

#### 1957
In het seizoen 1957 waren de coureurs van Mondial te sterk voor de MV Agusta's. Taveri scoorde veel podiumplaatsen, maar won alleen de 125cc-Ulster Grand Prix, nadat teamgenoot Roberto Colombo verongelukt was en Carlo Ubbiali geblesseerd thuis zat. Hij eindigde in de eindstand van de 125cc-klasse als derde en in de 250cc-klasse als zevende. 

### Ducati

#### 1958
Eind 1957 meldden Moto Guzzi, Mondial, Gilera en MV Agusta dat ze uit de racerij zouden stappen. MV Agusta kwam daarop terug en startte in het seizoen 1958 gewoon, maar er was ineens een overschot aan fabriekscoureurs. Taveri kreeg geen nieuw contract (en wilde dat wellicht ook niet), maar kon terecht bij Ducati, waar hij de door Fabio Taglioni ontwikkelde Ducati 125 Trialbero met desmodromische klepbediening kreeg. In de Ultra-Lightweight TT leek hij te gaan winnen, maar in de derde ronde viel zijn machine bij Creg-ny-Baa stil. Tijdens de TT van Assen reed Taveri de snelste ronde, maar hij werd tweede achter Carlo Ubbiali, die bij MV Agusta was gebleven. Tijdens de GP van Zweden reed Taveri opnieuw de snelste ronde, maar hij werd tweede achter teamgenoot Alberto Gandossi. Ubbiali won de Ulster Grand Prix was daarmee wereldkampioen. Taveri werd hier tweede. Hij sloot het seizoen als derde in de 125cc-klasse af. 

### MZ en Ducati

#### 1959
In het seizoen 1959 reed hij voor MZ, maar in de 125cc-klasse stapte hij na twee races weer over naar Ducati. Tijdens de TT van Man debuteerde zijn toekomstige werkgever Honda in de Ultra-Lightweight TT. Taveri deed het met de MZ RE 125 erg goed: hij reed de snelste ronde, maar finishte als tweede achter MV Agusta-rijder Tarquinio Provini. Met de MZ RE 250 had hij veel pech en vanaf de Belgische Grand Prix reed hij in de 125cc-klasse weer met de Ducati 125 Trialbero. In België finishte hij als derde, evenals in de GP des Nations. Hij sloot het seizoen af als vierde in de 125cc-klasse, hoewel hij in slechts vier van de zeven races gestart was. 

### MV Agusta

#### 1960
In het seizoen 1960 trad hij weer in dienst van MV Agusta, dat inmiddels een 250cc-tweecilinder (de 250 Bicilindrica) had gebouwd. Met de 125 Bialbero werd hij in de 
Ultra-Lightweight TT derde en in de Ulster Grand Prix vijfde. Dat waren zijn enige 125cc-races. Met de Bicilindrica werd hij derde in de TT van Assen en de GP van België, vijfde in de GP van Duitsland en zesde in de Ulster Grand Prix. Hij eindigde in de 250cc-klasse als derde in de eindstand. 

### Honda
Intussen was Taveri bij MV Agusta steeds door stalorders tegengehouden. De Italianen Carlo Ubbiali en Tarquinio Provini moesten wereldkampioen worden en Taveri had er genoeg van om in een team steeds de tweede viool te moeten spelen. Bovendien stopte MV Agusta met de lichte klassen. Met zijn 1.62 meter en 58 kg was hij uitermate geschikt voor die klassen en daar begon Honda steeds beter te presteren. Niet Luigi zelf, maar echtgenote Tilde vatte de koe bij de horens. Via een plaatselijke dealer kreeg ze het adres en ze stuurde een persoonlijke brief naar Soichiro Honda. Honda kon wel een technisch onderlegde coureur gebruiken, vooral nu het voor twee klassen naast Japanse coureurs alleen beschikte over Tom Phillis en Jim Redman. 

#### 1961
Helaas was zijn eerste optreden in het seizoen 1961 in de 125cc-Grand Prix van Duitsland, waar Honda de RC 144 inzette. Dat was een mislukking, de machine werd daarna niet meer gebruikt. Taveri werd slechts vijfde, maar was wel de snelste Honda-rijder. Ook in de GP van Frankrijk finishte hij als vijfde. In de Lightweight 125 TT reed hij de snelste ronde, maar finishte hij als tweede achter Mike Hailwood, die geen fabrieksrijder was maar Honda's had gehuurd. In de GP van België scoorde hij zijn eerste overwinning voor Honda, slechtst 0,1 seconde sneller dan Tom Phillis en 0,5 seconde voor Jim Redman. In de GP van de DDR passeerde hij de finish als derde, maar werd hij gediskwalificeerd. In de GP des Nations werd hij derde. In de Grand Prix van Zweden won hij de 125cc-race en zijn enige optreden met de 250cc-Honda RC 162 resulteerde in de tweede plaats. Honda stuurde hem niet naar de GP van Argentinië. Het was aanvankelijk helemaal niet van plan daar te starten, maar Tom Phillis kon nog wereldkampioen 125cc-worden nu de Oost-Duitser Ernst Degner tijdens de Zweedse Grand Prix naar het Westen was gevlucht en vanzelfsprekend niet meer kon beschikken over zijn MZ RE 125. Phillis werd inderdaad wereldkampioen 125 cc. Luigi Taveri werd achter Degner derde in de eindstand. 

#### 1962, eerste wereldtitel
In het seizoen 1962 breidde Honda haar programma naar beneden (de 50cc-klasse) en naar boven (de 350cc-klasse) uit. Lichtgewicht Taveri was uitermate geschikt voor de 50cc-klasse, maar de Honda RC 112 was nog niet opgewassen tegen de Kreidler RS en de Suzuki RM 62. In de eerste 50cc-GP (Spanje) reed Taveri weliswaar de snelste trainingstijd, maar hij finishte als derde. Ook in de 125cc-race eindigde hij als derde. In de GP van Frankrijk eindigde hij als derde in de 50cc-race en als vierde in de 125cc-race. Daarna won hij echter zes 125cc-races op rij: de Lightweight 125 TT, de TT van Assen, de GP van België, de GP van Duitsland, de Ulster Grand Prix en de GP van de DDR. Hij werd ook nog tweede in de GP des Nations en de GP van Finland, maar die resultaten deden er niet meer toe: de beste zes resultaten telden en Taveri had dus het maximum aantal punten gescoord. In de 50cc-klasse won hij de Finse Grand Prix, maar hij sloot het seizoen af als derde, maar veruit de beste Honda-coureur. In de Belgische Grand Prix stond hij drie keer op het podium: als winnaar van de 50cc-race en als derde in de 125- en in de 250cc-race.

#### 1963
In het seizoen 1963 deed Honda niets aan de ontwikkeling van haar racers. Omdat de RC 112 niet goed genoeg was voor de 50cc-klasse, sloeg men het seizoen feitelijk over. Alleen in de GP van Japan verscheen de nieuwe RC 113, waarmee Taveri inderdaad wist te winnen. Voor de 350cc-klasse was er slechts één viercilinder Honda RC 171 beschikbaar, die naar Jim Redman ging. Luigi Taveri en Isao Yamashita startten met een CR 77-productieracer, een tweecilinder die slechts 47 pk leverde (de RC 171 leverde 56 pk). In de 250cc-klasse bleef de Honda RC 163 in gebruik en in de 125cc-klasse de Honda RC 145. In de GP van Spanje werd Taveri vijfde in de 250cc-race en hij won de 125cc-race na een spannend gevecht met Jim Redman, dat pas op de streep werd beslist. In de 125cc-GP van Duitsland moest Honda het hoofd buigen voor de Suzuki RT 63 en de MZ RE 125. Luigi Taveri werd slechts vierde. In de 125cc-GP van Frankrijk werd hij derde achter Hugh Anderson (Suzuki) en teamgenoot Jim Redman. In de Lightweight 125 TT werd hij vierde achter drie Suzuki's. In de TT van Assen startte hij voor het eerst in de 350cc-klasse, waarin hij derde werd. Ook in de 125cc-klasse werd hij derde, opnieuw achter twee Suzuki's. In de Belgische Grand Prix werd hij derde in de 125cc-race en vierde in de 250cc-race. In de Ulster Grand Prix werd hij derde in de 125cc-race en in de 350cc-race. Hij was op dit moment de enige die Hugh Anderson nog van de 125cc-titel kon afhouden. Anderson won echter de 125cc-Grand Prix van de DDR, waarin Taveri slechts vierde werd. Daarmee was Anderson wereldkampioen. Taveri werd vijfde in de 250cc-race en tweede in de 350cc-race. Daarmee versloeg hij Jim Redman, die echter aan de derde plaats genoeg had om wereldkampioen te worden. In de GP van Finland werd Taveri vijfde in de 350cc-race en tweede in de 125cc-race. In de GP des Nations werd hij derde in de 250cc-race en versloeg hij Jim Redman met slechts 0,2 seconde verschil in de 125cc-race, waarin Suzuki niet aan de start kwam. In de 50cc-race in Japan versloeg hij met de RC 113 Anderson met ruim een halve minuut verschil. Hij werd vijfde in de 250cc-race en derde in de 350cc-race, waarin drie Honda-coureurs de enige deelnemers waren. Daarom telde de race niet voor het WK. Taveri sloot het seizoen af als achtste in de 50cc-klasse, tweede in de 125cc-klasse, vijfde in de 250cc-klasse en derde in de 350cc-klasse.

#### 1964, tweede wereldtitel
Hoewel Taveri de Japanse 50cc-GP van 1963 overtuigend gewonnen had, kreeg hij in het seizoen 1964 niet de beschikking over de Honda RC 113. Die machine ging naar de juist aangetrokken Ralph Bryans. Luigi Taveri schafte zelf een Kreidler RS-productieracer voor de 50cc-klasse aan. Voor de 125cc-klasse kreeg hij de nieuwe viercilinder 2RC 146 en voor de 250cc-klasse de RC 163. Honda sloeg de eerste GP van de Verenigde Staten over omdat ze al op 2 februari verreden werd. Dat gaf Suzuki-rijder Hugh Anderson een flinke voorsprong, want hij won zowel de 50- als de 125cc-race. Nu Honda de reiskosten niet betaalde, kon Taveri ook niet deelnemen met zijn Kreidler. In de GP van Spanje won Taveri de 125cc-race, terwijl Anderson slechts vijfde werd. Net als de andere Suzuki-rijders had hij meer dan een ronde achterstand. Met de Kreidler werd Taveri zesde in de 50cc-race. In de GP van Frankrijk werd hij in de 250cc-race tweede achter de Yamaha RD 56 van Phil Read. Honda-kopman Jim Redman viel uit. Taveri won de 125cc-race, terwijl Anderson uitviel. Taveri kwam aan de leiding van de WK-stand. In de TT van Man vielen alle 125- en 250cc-Suzuki's uit. Luigi Taveri won de Lightweight 125 TT en bouwde zijn voorsprong op Suzuki-rijder Bert Schneider uit tot negen punten. Tijdens de trainingen van de TT van Assen raakte Taveri geblesseerd, waardoor hij niet kon starten. Jim Redman hielp hem door de 125cc-race te winnen en ook de hulp van tweede man Phil Read met de Yamaha RA 97 was welkom. Schneider werd slechts vierde en Anderson vijfde. Dat Taveri ook de GP van België moest missen was niet erg omdat de 125cc-klasse daar niet reed. In de GP van Duitsland won Redman de 125cc-race voor Luigi Taveri en privérijder Walter Scheimann met een Honda CR 72-productieracer. De dreiging van Suzuki was inmiddels verdwenen, maar nu was Jim Redman Luigi Taveri tot op twee punten genaderd. In de GP van de DDR won Anderson, maar Taveri werd tweede voor Redman. In de Ulster Grand Prix kon Redman echter vanwege de reglementen niet in de 125cc-race starten. Hij moest in de 350cc-race starten omdat hij daar wereldkampioen kon worden (en ook werd) en om dezelfde reden ook in de 250cc-race. Als hij ook nog in de 125cc-race was gestart had hij 502 km op één dag moeten rijden, terwijl het maximum 500 km was. Taveri werd achter Hugh Anderson tweede in de 125cc-race, maar kwam nu op tien punten voorsprong in de WK-stand. Taveri won de 125cc-race in de GP van Finland, voor Ralph Bryans en Jim Redman. Taveri was nu zeker van de wereldtitel. Met zijn productie-Kreidler werd hij derde in de 50cc-race. Taveri won ook de 125cc-race in Monza en hij werd tweede in de Grand Prix van Japan. In de 250cc-klasse sloot hij het seizoen af als zesde en in de 50cc-klasse als zevende. 

#### 1965
Honda verdeelde in het seizoen 1965 de klassen onder vier coureurs. De 250- en de 350cc-klasse waren voor een clubje Rhodesiërs: Jim Redman, zijn vriend en protegé Bruce Beale en monteur Nobby Clark. De 50- en de 125cc-klasse waren voor Ralph Bryans en Luigi Taveri. Voor de 50cc-klasse kregen ze aanvankelijk de Honda RC 114, die halverwege het seizoen werd vervangen door de RC 115. In de 125cc-klasse was Honda zo kansloos dat het twee keer moest ingrijpen: het begon met de 2RC 146, verving die door de 4RC 146 en reed de laatste Grand Prix met de vijfcilinder RC 148.
Honda sloeg de GP van de Verenigde Staten opnieuw over, waar de Suzuki-rijders Hugh Anderson en Ernst Degner van profiteerden. In de 125cc-Grand Prix van Duitsland vielen Bryans en Taveri al vroeg uit, maar in de 50cc-race won Bryans voor Taveri. In de GP van Spanje werd Taveri vierde in de 50cc-race en viel hij uit in de 125cc-race. Ook in de 125cc-GP van Frankrijk viel hij uit. Hij werd achter Bryans tweede in de 50cc-race. De 125cc-Honda 2RC 146 had nog geen punt opgeleverd en tijdens de TT van Man verscheen de Honda 4RC 146. Taveri werd er tweede mee achter de Yamaha RA 97 van Phil Read. Taveri won de 50 cc TT, waarin Bryans uitviel. In de 50cc-stand stond hij nu slechts twee punten achter Hugh Anderson met de Suzuki RK 66. In de TT van Assen werd Taveri vijfde in de 125cc-race en met de nieuwe Honda RC 115 werd hij derde in de 50cc-race. De stand daarin was spannend: Anderson en Bryans hadden 30 punten en Taveri 27. In de GP van België startte de 125cc-klasse niet. Taveri werd in de 50cc-race derde achter Ernst Degner en Hugh Anderson. Die laatste had echter last van de streepresultaten, waardoor hij slechts twee punten verdiende. Dat deed Bryans ook, waardoor ze samen op 32 punten stonden en Taveri op 28. Omdat in de GP van de DDR en in de GP van Tsjecho-Slowakije de 50cc-klasse niet reed en Honda in de 125cc-klasse al kansloos was, verscheen het team daar niet. Taveri ging ook niet naar de Ulster Grand Prix, de GP van Finland en de GP des Nations, die ook geen 50cc-klasse kenden. Tijdens de GP van Japan kregen Taveri en Bryans de beschikking over de vijfcilinder Honda RC 148. Taveri ging aanvankelijk aan de leiding, maar werd uiteindelijk tweede. Na de race bleek waarom: door een gebroken cilinderkopbout liep de machine slechts op vier cilinders en Taveri had eigenlijk op een 100cc-viercilinder gereden. Hij won de 50cc-race met 0,1 seconde verschil op Ralph Bryans, maar die was toch wereldkampioen 50 cc. Luigi Taveri eindigde in punten gelijk aan Hugh Anderson, maar Taveri had twee overwinningen gescoord en Anderson slechts een. Daardoor werd Taveri als tweede geklasseerd.

#### 1966, derde wereldtitel
In het seizoen 1966 kregen Ralph Bryans en Luigi Taveri de beschikking over de 50cc-Honda RC 116 en de 125cc-Honda RC 149. Beide machines hadden dezelfde cilindermaten en waren sterk genoeg om de wereldtitel te behalen. Taveri slaagde daar in de 125cc-klasse ook in, maar de 50cc-titel ging verloren door een principekwestie: Honda weigerde op de Fuji Speedway te rijden. In de Grand Prix van Spanje kwam de grootste tegenstand van de 125cc-Yamaha RA 97. Phil Read reed er de snelste ronde mee en Bill Ivy won de race voor Taveri en Bryans. Suzuki had veel pech: zowel Hans Georg Anscheidt als Hugh Anderson vielen uit door ontstekingsproblemen en ook Frank Perris viel uit. Luigi Taveri won de 50cc-race voor Anscheidt en Bryans. Taveri won de 125cc-GP van Duitsland voor Bryans en Read, maar in de 50cc-race werd hij slechts vierde. In de TT van Assen werd Taveri achter Bill Ivy tweede in de 125cc-race, terwijl Bryans uitviel. Taveri won de 50cc-race voor Bryans en Anderson. Hij stond nu in beide klassen aan de leiding van de WK-stand. Taveri won de 125cc-GP van de DDR en de 125cc-GP van Tsjecho-Slowakije, waar de 50cc-klasse niet aan de start kwam. In de 125cc-GP van Finland werd hij met 0,1 seconde verschil verslagen door Phil Read. Bill Ivy was intussen geblesseerd geraakt bij een val tijdens de Hutchinson 100 op Brands Hatch. Bij de start van de Ulster Grand Prix was Bill Ivy nog steeds de grootste concurrent in de 125cc-klasse. Yamaha stuurde inderhaast de nieuwe viercilinder RA 31, maar Ivy was nog niet fit genoeg om ermee te starten. Taveri won de race voor Ralph Bryans en Phil Read, en was daardoor zeker van zijn derde wereldtitel. In de Lightweight 125 TT waren de Honda's kansloos tegen zowel de Yamaha RA 31 als de Suzuki RT 66. Mike Hailwood werd zesde, Ralph Bryans zevende en Luigi Taveri achtste. Ralph Bryans won de 50 cc TT, Taveri werd tweede en Hugh Anderson derde. Taveri leidde het WK nog met 25 punten, maar Bryans stond tweede met 24 punten en Anscheidt derde met 17 punten. Anscheidt was op het eiland Man uitgevallen. Tijdens de GP des Nations won Taveri de 125cc-race, maar in de 50cc-race werd hij derde achter Hans Georg Anscheidt en Ralph Bryans.
Vanaf de GP des Nations kwamen de streepresultaten in beeld. Van de zes mogelijke resultaten telden er slechts vier. Ralph Bryans had weliswaar 30 punten gescoord, maar moest er 4 wegstrepen. Taveri had er 29, maar moest er 3 wegstrepen. Anscheidt had er 25, maar hoefde er geen weg te strepen omdat hij in de TT van Man was uitgevallen. Zo was de stand voor de GP van Japan: Bryans en Taveri 26 punten en Anscheidt 25. Bryans kon nog op 28 punten komen, Taveri en Anscheidt op 30.
Honda had echter al aan het begin van het seizoen aangegeven dat het niet op de Fuji Speedway zou starten. Men dacht dat dit uit protest was omdat de Japanse Grand Prix altijd op Suzuka, het eigen circuit van Honda, was verreden. Honda meldde echter dat het de Fuji Speedway te gevaarlijk vond. Het kostte zowel Ralph Bryans als Luigi Taveri de kans op de wereldtitel. Anscheidt had genoeg aan de tweede plaats om wereldkampioen te worden. Dat lukte hem maar net, want zijn eigen teamgenoot Hugh Anderson finishte slechts 0,1 seconde achter hem. Yoshimi Katayama won de race, maar Hans Georg Anscheidt werd wereldkampioen.

## Einde carrière
In het seizoen 1967 beëindigde Honda haar activiteiten in de 50- en de 125cc-klasse. Het zette in plaats daarvan alles in op de nieuwe 500cc-Honda RC 181 met Mike Hailwood als coureur. Het bleef wel in de 250- en de 350cc-klasse actief met Hailwood en Ralph Bryans. Er werd afscheid genomen van Luigi Taveri, die waarschijnlijk wel nog een contract voor 1967 had, want hij kreeg zijn salaris van 150.000 Zwitserse frank keurig uitbetaald. Bovendien werd Taveri aan het einde van het jaar nog eens naar Japan uitgenodigd voor een groot afscheidsfeest, samen met vrouw Tilde, dochter Blanca en zoon Luigi jr. Soichiro Honda benoemde hem tot Honda-ambassadeur voor het leven en hij kreeg elk jaar een nieuwe Honda-motorfiets.
Hij begon een autospuiterij annex schadeherstelbedrijf in Wädenswil, vlak bij Horgen. Dit bedrijf bestond in 2019 nog, onder leiding van Peter Pfister. Na zijn pensioen verhuisde Taveri naar Samstagern, maar hij had ook een vakantiehuis in het Spaanse Jávea aan de Costa Blanca.
Hij bezat vier Honda-fabrieksracers, een 50cc-tweecilinder, 125cc-vijfcilinder, een 250cc-viercilinder en een 350cc-zescilinder met voldoende onderdelen om ze lopend te houden. In de jaren negentig begon hij deel te nemen aan classic- en demoraces met zijn Honda's. Dat hield hij vol tot in 2016, toen hij al 87 jaar oud was.
In 2006 ondernam hij samen met vrouw Tilde en dochter Blanca per mountainbike een 1000 km-lange bedevaart naar Santiago de Compostella uit dankbaarheid voor zijn mooie leven. Op 1 maart 2018 overleed hij, twee weken nadat hij een hersenbloeding had gekregen. 

## Wereldkampioenschap wegrace resultaten
(Races in cursief geven de snelste ronde aan, punten (tussen haakjes) zijn inclusief streepresultaten)
| Jaar | Klasse  | Team           | Motorfiets              | 1       | 2       | 3                                         | 4                                         | 5                                         | 6                                         | 7                                         | 8                                         | 9                                         | 10                                        | 11                                        | 12      | 13    | Punten  | Plaats | Winst |                                                      | Wereldkampioen |
| ---- | ------- | -------------- | ----------------------- | ------- | ------- | ----------------------------------------- | ----------------------------------------- | ----------------------------------------- | ----------------------------------------- | ----------------------------------------- | ----------------------------------------- | ----------------------------------------- | ----------------------------------------- | ----------------------------------------- | ------- | ----- | ------- | ------ | ----- | ---------------------------------------------------- | -------------- |
| 1953 | 350 cc  | Privé          | AJS 7R                  | IOM -   | NED -   | BEL -                                     | DUI -                                     | FRA -                                     | ULS -                                     | ZWI 9                                     | NAT -                                     |                                           |                                           |                                           |         |       | 0       | -      | 0     | Fergus Anderson, Moto Guzzi Monocilindrica 350       |                |
| 1954 | 250 cc  | Privé          | Moto Guzzi Bialbero 250 | FRA -   | IOM -   | ULS -                                     |                                           | NED -                                     | DUI -                                     | ZWI 4                                     | NAT -                                     |                                           |                                           |                                           |         |       | 3       | 13e    | 0     | Werner Haas, NSU Rennmax                             |                |
| 1954 | 350 cc  | Privé          | Norton 40M              | FRA -   | IOM -   | ULS -                                     | BEL -                                     | NED -                                     | DUI -                                     | ZWI -                                     | NAT 8                                     | SPA -                                     |                                           |                                           |         |       | 0       | -      | 0     | Fergus Anderson, Moto Guzzi Monocilindrica 350       |                |
| 1954 | 500 cc  | Privé          | Norton 30M              | FRA 4   | IOM -   | ULS -                                     | BEL -                                     | NED -                                     | DUI -                                     | ZWI 9                                     |                                           |                                           |                                           |                                           |         |       | 3       | 17e    | 0     | Geoff Duke, Gilera 500 4C                            |                |
| 1954 | 500 cc  | MV Agusta      | 500 4C                  |         |         |                                           |                                           |                                           |                                           |                                           | NAT 10                                    | SPA DNF                                   |                                           |                                           |         |       | 3       | 17e    | 0     | Geoff Duke, Gilera 500 4C                            |                |
| 1954 | Zijspan | Hans Haldemann | Norton 30M-Watsonian    |         | IOM -   | ULS -                                     | BEL -                                     |                                           | DUI -                                     | ZWI 6                                     | NAT -                                     |                                           |                                           |                                           |         |       | 1       | 10e    | 0     | Wilhelm Noll/ Fritz Cron, BMW RS 54-Steib            |                |
| 1955 | 125 cc  | MV Agusta      | 125 Bialbero            | SPA 1   | FRA 2   | IOM 2                                     | DUI 2                                     | BEL -                                     | NED DNF                                   |                                           | NAT -                                     |                                           |                                           |                                           |         |       | 26      | 2e     | 1     | Carlo Ubbiali, MV Agusta 125 Bialbero                |                |
| 1955 | 250 cc  | MV Agusta      | 250 Mono Bialbero       |         |         | IOM DNF                                   | DUI 4                                     |                                           | NED 1                                     | ULS -                                     | NAT -                                     |                                           |                                           |                                           |         |       | 11      | 4e     | 1     | Hermann Paul Müller, NSU Sportmax                    |                |
| 1956 | 125 cc  | MV Agusta      | 125 Bialbero            | IOM -   | NED 2   | BEL 4                                     | DUI -                                     | ULS -                                     | NAT 4                                     |                                           |                                           |                                           |                                           |                                           |         |       | 12      | 3e     | 0     | Carlo Ubbiali, MV Agusta 125 Bialbero                |                |
| 1956 | 250 cc  | MV Agusta      | 250 Mono Bialbero       | IOM DNF | NED 2   | BEL 2                                     | DUI 2                                     | ULS 1                                     | NAT 4                                     |                                           |                                           |                                           |                                           |                                           |         |       | 26 (29) | 2e     | 1     | Carlo Ubbiali, MV Agusta 250 Monocilindrica Bialbero |                |
| 1957 | 125 cc  | MV Agusta      | 125 Bialbero            | DUI 5   | IOM 3   | NED 3                                     | BEL 2                                     | ULS 1                                     | NAT 3                                     |                                           |                                           |                                           |                                           |                                           |         |       | 22 (26) | 3e     | 1     | Tarquinio Provini, Mondial 125 Bialbero              |                |
| 1957 | 250 cc  | MV Agusta      | 250 Mono Bialbero       | DUI 5   | IOM 2   | NED -                                     | BEL -                                     | ULS DNF                                   | NAT DNF                                   |                                           |                                           |                                           |                                           |                                           |         |       | 8       | 7e     | 0     | Cecil Sandford, Mondial 250 Bialbero                 |                |
| 1958 | 125 cc  | Ducati         | 125 Trialbero           | IOM DNF | NED 2   | BEL 6                                     | DUI DNF                                   | ZWE 2                                     | ULS 2                                     | NAT 5                                     |                                           |                                           |                                           |                                           |         |       | 20 (21) | 3e     | 0     | Carlo Ubbiali, MV Agusta 125 Bialbero                |                |
| 1958 | 350 cc  | Privé          | Norton 40M              | IOM -   | NED 6   | BEL 7                                     | DUI -                                     | ZWE -                                     | ULS -                                     | NAT -                                     |                                           |                                           |                                           |                                           |         |       | 1       | 15e    | 0     | John Surtees, MV Agusta 350 4C                       |                |
| 1959 | 125 cc  | MZ             | RE 125                  |         | IOM 2   | DUI DNF                                   |                                           |                                           |                                           |                                           |                                           |                                           |                                           |                                           |         |       | 14      | 4e     | 0     | Carlo Ubbiali, MV Agusta 125 Bialbero                |                |
| 1959 | 125 cc  | Ducati         | 125 Trialbero           |         |         |                                           | NED -                                     | BEL 3                                     | ZWE -                                     | ULS -                                     | NAT 3                                     |                                           |                                           |                                           |         |       | 14      | 4e     | 0     | Carlo Ubbiali, MV Agusta 125 Bialbero                |                |
| 1959 | 250 cc  | MZ             | RE 250                  |         | IOM DNF | DUI DNF                                   | NED 7                                     |                                           | ZWE -                                     | ULS -                                     | NAT 5                                     |                                           |                                           |                                           |         |       | 2       | 13e    | 0     | Carlo Ubbiali, MV Agusta 250 Bicilindrica            |                |
| 1960 | 125 cc  | MV Agusta      | 125 Bialbero            |         | IOM 3   | NED -                                     | BEL -                                     |                                           | ULS 5                                     | NAT -                                     |                                           |                                           |                                           |                                           |         |       | 6       | 6e     | 0     | Carlo Ubbiali, MV Agusta 125 Bialbero                |                |
| 1960 | 250 cc  | MV Agusta      | 250 Mono Bialbero       |         | IOM 8   | NED 3                                     | BEL 3                                     | DUI 5                                     | ULS 6                                     | NAT DNF                                   |                                           |                                           |                                           |                                           |         |       | 11      | 3e     | 0     | Carlo Ubbiali, MV Agusta 250 Monocilindrica Bialbero |                |
| 1961 | 125 cc  | Honda          | 2RC 143                 | SPA -   |         | FRA 5                                     | IOM 2                                     | NED -                                     | BEL 1                                     | DDR DSQ                                   | ULS 6                                     | NAT 3                                     | ZWE 1                                     | ARG -                                     |         |       | 29 (31) | 3e     | 2     | Tom Phillis, 2RC 143/RC 144                          |                |
| 1961 | 125 cc  | Honda          | RC 144                  |         | DUI 5   | Het experiment met de RC 144 was eenmalig | Het experiment met de RC 144 was eenmalig | Het experiment met de RC 144 was eenmalig | Het experiment met de RC 144 was eenmalig | Het experiment met de RC 144 was eenmalig | Het experiment met de RC 144 was eenmalig | Het experiment met de RC 144 was eenmalig | Het experiment met de RC 144 was eenmalig | Het experiment met de RC 144 was eenmalig |         |       | 29 (31) | 3e     | 2     | Tom Phillis, 2RC 143/RC 144                          |                |
| 1961 | 250 cc  | Honda          | RC 162                  | SPA -   | DUI -   | FRA -                                     | IOM -                                     | NED -                                     | BEL -                                     | DDR -                                     | ULS -                                     | NAT -                                     | ZWE 2                                     | ARG -                                     |         |       | 6       | 10e    | 0     | Mike Hailwood, Mondial 250 Bialbero / Honda RC 162   |                |
| 1962 | 50 cc   | Honda          | RC 112                  | SPA 3   | FRA 3   | IOM 2                                     | NED 9                                     | BEL 3                                     | DUI 4                                     |                                           | DDR 4                                     | NAT 5                                     | FIN 1                                     | ARG DNS                                   |         |       | 29 (33) | 3e     | 1     | Ernst Degner, Suzuki RM 62                           |                |
| 1962 | 125 cc  | Honda          | RC 145                  | SPA 3   | FRA 4   | IOM 1                                     | NED 1                                     | BEL 1                                     | DUI 1                                     | ULS 1                                     | DDR 1                                     | NAT 2                                     | FIN 2                                     | ARG DNS                                   |         |       | 48 (67) | 1e     | 6     | Luigi Taveri, Honda RC 145                           |                |
| 1962 | 250 cc  | Honda          | RC 163                  | SPA -   | FRA -   | IOM -                                     | NED -                                     | BEL 3                                     | DUI -                                     | ULS 3                                     | DDR DNF                                   | NAT -                                     |                                           | ARG DNS                                   |         |       | 8       | 8e     | 0     | Jim Redman, Honda RC 163                             |                |
| 1963 | 50 cc   | Honda          | RC 113                  | SPA DNS | DUI DNS | FRA DNS                                   | IOM DNS                                   | NED DNS                                   | BEL DNS                                   |                                           |                                           | FIN DNS                                   |                                           | ARG DNS                                   | JAP 1   |       | 8       | 8e     | 1     | Hugh Anderson, Suzuki RM 63                          |                |
| 1963 | 125 cc  | Honda          | RC 145                  | SPA 1   | DUI 4   | FRA 3                                     | IOM 4                                     | NED 3                                     | BEL 3                                     | ULS 3                                     | DDR 4                                     | FIN 2                                     | NAT 1                                     | ARG -                                     | JAP -   |       | 38 (47) | 2e     | 2     | Hugh Anderson, Suzuki RT 63/RT 64                    |                |
| 1963 | 250 cc  | Honda          | RC 163                  | SPA 5   | DUI -   | FRA -                                     | IOM DNF                                   | NED -                                     | BEL 4                                     | ULS -                                     | DDR 5                                     |                                           | NAT 3                                     | ARG -                                     | JAP 5   |       | 13      | 5e     | 0     | Jim Redman, Honda RC 163                             |                |
| 1963 | 350 cc  | Honda          | CR 77                   |         | DUI -   |                                           | IOM -                                     | NED 3                                     |                                           | ULS 3                                     | DDR 2                                     | FIN 5                                     | NAT -                                     |                                           | JAP -   |       | 16      | 3e     | 0     | Jim Redman, RC 171                                   |                |
| 1964 | 50 cc   | Privé          | Kreidler RS             | VST DNS | SPA 6   | FRA -                                     | IOM 7                                     | NED DNS                                   | BEL DNS                                   | DUI -                                     |                                           |                                           | FIN 3                                     |                                           |         |       | 5       | 7e     | 0     | Hugh Anderson, Suzuki RM 64                          |                |
| 1964 | 125 cc  | Honda          | 2RC 146                 | VST DNS | SPA 1   | FRA 1                                     | IOM 1                                     | NED DNS                                   |                                           | DUI 2                                     | DDR 2                                     | ULS 2                                     | FIN 1                                     | NAT 1                                     | JAP 2   |       | 46 (64) | 1e     | 5     | Luigi Taveri, Honda 2RC 146                          |                |
| 1964 | 250 cc  | Honda          | RC 164                  | VST DNS | SPA -   | FRA 2                                     | IOM DNF                                   | NED DNS                                   | BEL DNS                                   | DUI 6                                     | DDR -                                     | ULS -                                     |                                           |                                           |         |       | 11      | 6e     | 0     | Phil Read, Yamaha RD 56                              |                |
| 1964 | 250 cc  | Honda          | 3RC 164                 |         |         |                                           |                                           |                                           |                                           |                                           |                                           |                                           |                                           | NAT 6                                     | JAP 4   |       | 11      | 6e     | 0     | Phil Read, Yamaha RD 56                              |                |
| 1965 | 50 cc   | Honda          | RC 114                  | VST DNS | DUI 2   | SPA 4                                     | FRA 2                                     | IOM 1                                     |                                           |                                           |                                           |                                           |                                           |                                           |         |       | 32 (39) | 2e     | 2     | Ralph Bryans, Honda RC 114/RC 115                    |                |
| 1965 | 50 cc   | Honda          | RC 115                  |         |         |                                           |                                           |                                           | NED 3                                     | BEL 3                                     |                                           |                                           |                                           |                                           |         | JAP 1 | 32 (39) | 2e     | 2     | Ralph Bryans, Honda RC 114/RC 115                    |                |
| 1965 | 125 cc  | Honda          | 2RC 146                 | VST DNS | DUI DNF | SPA DNF                                   | FRA DNF                                   |                                           |                                           |                                           |                                           |                                           |                                           |                                           |         |       | 14      | 5e     | 0     | Hugh Anderson, Suzuki RT 65                          |                |
| 1965 | 125 cc  | Honda          | 4RC 146                 |         |         |                                           |                                           | IOM 2                                     | NED 5                                     |                                           | DDR DNS                                   | TSL DNS                                   | ULS -                                     | FIN -                                     | NAT DNS |       | 14      | 5e     | 0     | Hugh Anderson, Suzuki RT 65                          |                |
| 1965 | 125 cc  | Honda          | RC 148                  |         |         |                                           |                                           |                                           |                                           |                                           |                                           |                                           |                                           |                                           |         | JAP 2 | 14      | 5e     | 0     | Hugh Anderson, Suzuki RT 65                          |                |
| 1966 | 50 cc   | Honda          | RC 116                  | SPA 1   | DUI 4   |                                           | NED 1                                     |                                           |                                           |                                           |                                           |                                           | IOM 2                                     | NAT 3                                     | JAP DNS |       | 26 (29) | 2e     | 2     | Hans Georg Anscheidt, Suzuki RK 66                   |                |
| 1966 | 125 cc  | Honda          | RC 149                  | SPA 2   | DUI 1   |                                           | NED 2                                     |                                           | DDR 1                                     | TSL 1                                     | FIN 2                                     | ULS 1                                     | IOM 8                                     | NAT 1                                     | JAP DNS |       | 46 (58) | 1e     | 5     | Luigi Taveri, Honda RC 149                           |                |